# Troy Polamalu
College Football Hall of Fame 2019
Pro Football Hall of Fame 2020
(en) Statistiques sur pro-football-reference
Troy Polamalu, né le 19 avril 1981 à Garden Grove en Californie, est un joueur américain de football américain ayant évolué au poste de safety.

## Biographie

### Jeunesse
Polamalu naît à Garden Grove en Californie. Sa mère est Suila Polamalu. Polamalu est de descendance samoanes,. Il est le plus jeune des cinq enfants de Suila. Son père a quitté la famille peu après la naissance de Troy. Polamalu passe le début de sa vie à Santa Ana en Californie. À huit ans, il part en vacances à Tenmile en Oregon avec sa tante et son oncle pendant trois semaines ; après, il supplie sa mère pour qu'elle le laisse vivre en Oregon. Concerné à propos des mauvaises influences dans Los Angeles, la mère de Polamalu l'envoie vivre en Oregon avec son oncle, sa tante et ses cousins lorsqu'il avait neuf ans. Polamalu dit que son oncle était strict avec lui et voulait qu'il soit organisé.
Polamalu fréquente le lycée de Douglas High School à Winston en Oregon. Là-bas, il joue au football américain avec les Douglas Trojans. Après sa saison junior, Polamalu est nommée sur la première équipe All-State et il est nommé le MVP Offensif All-Far-West avec Douglas High, qui a terminé avec un bilan de 9 victoires et 1 défaite. Il court pour 1 040 yards au sol et 22 touchés et attrape 310 yards à la passe. À la défense, il fait 65 tacles et fait 8 interceptions. Malgré avoir seulement joué 4 parties lors de sa saison senior en raison d'une blessure, il court 671 yards au sol, marque trois touchdowns et fait 3 interceptions.
Au lycée, il joue aussi au baseball et au basket-ball, où il reçoit des honneurs de l'État et de la Ligue.

### Carrière universitaire
Il a joué avec les Trojans de l'USC de l'université du Sud de la Californie.

### Carrière professionnelle

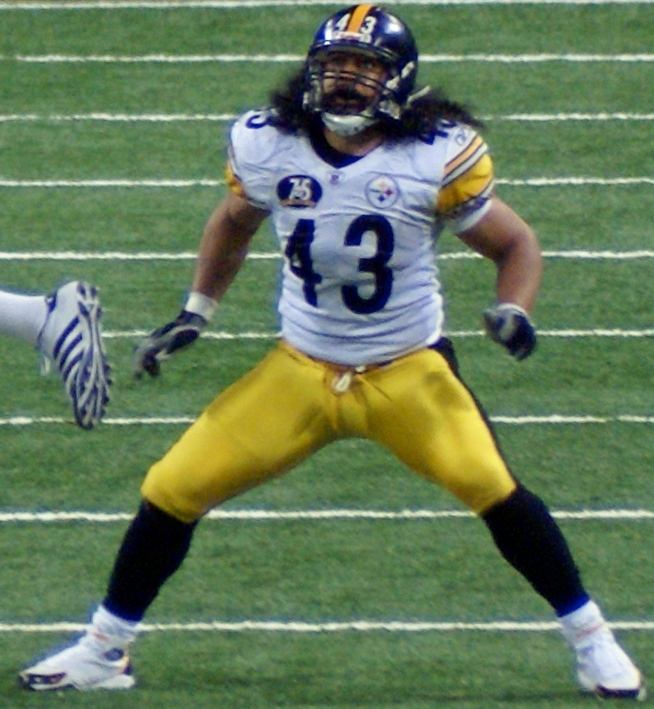
Troy Polamalu en 2007.

Il est drafté au 1er tour (16e choix de draft) par les Steelers de Pittsburgh en 2003. Excellent à sa position, il se démarque par sa rapidité et sa fougue.
Il annonce son départ à la retraite le 10 avril 2015 après 12 ans au sein de la NFL.

## Palmarès
- Pro Bowl :  2004, 2005, 2006, 2007, 2008, 2010, 2011
- Vainqueur du Super Bowl XL
- Vainqueur du Super Bowl XLIII
- Meilleur Défenseur de la saison 2010
- Équipe NFL de la décennie 2000

## Divers
Ayant une chevelure de près d'un mètre de longueur qu'il porte en hommage à ses origines samoanes, Troy Polamalu est porte-parole de la marque de shampooing Head & Shoulders. Celle-ci a assuré en 2010 ses cheveux à hauteur d'un million de dollars US.
Polamalu est connu sous plusieurs surnoms, dont "The Tasmanian Devil", "Taz" "The Flying Hawaiian," "Superfly Snuka", "The Samoan Headhunter" et "Cheveux de feu".[réf. nécessaire]

## Statistique NFL
| Année              | Équipe                 | MJ                 |       | Plaquages | Plaquages | Plaquages | Plaquages |       | Interceptions | Interceptions | Interceptions | Interceptions |  | Fumbles | Fumbles |
| Année              | Équipe                 | MJ                 | Total | Seul      | Ast.      | Sacks     | Nb.       | Yards | Déf.          | TD            | Nb.           | Rec.          |  |         |         |
| 2003               | Steelers de Pittsburgh | 16                 | 38    | 30        | 8         | 2         | -         | -     | 4             | -             | 1             | 0             |  |         |         |
| 2004               | Steelers de Pittsburgh | 16                 | 96    | 67        | 29        | 1         | 5         | 58    | 14            | 1             | 1             | 0             |  |         |         |
| 2005               | Steelers de Pittsburgh | 16                 | 91    | 73        | 18        | 3         | 2         | 42    | 6             | 0             | 1             | 2             |  |         |         |
| 2006               | Steelers de Pittsburgh | 13                 | 76    | 57        | 19        | 1         | 3         | 51    | 7             | 0             | 1             | 0             |  |         |         |
| 2007               | Steelers de Pittsburgh | 11                 | 58    | 45        | 13        | 0         | -         | -     | 9             | -             | 3             | 1             |  |         |         |
| 2008               | Steelers de Pittsburgh | 16                 | 73    | 54        | 19        | 0         | 7         | 59    | 17            | 0             | 0             | 0             |  |         |         |
| 2009               | Steelers de Pittsburgh | 5                  | 20    | 18        | 2         | 0         | 3         | 17    | 7             | 0             | 0             | 0             |  |         |         |
| 2010               | Steelers de Pittsburgh | 14                 | 63    | 49        | 14        | 1         | 7         | 101   | 11            | 1             | 1             | 1             |  |         |         |
| 2011               | Steelers de Pittsburgh | 16                 | 91    | 64        | 27        | 1         | 2         | 33    | 14            | 0             | 0             | 1             |  |         |         |
| 2012               | Steelers de Pittsburgh | 7                  | 34    | 29        | 5         | 1         | 1         | 1     | 3             | 0             | 0             | 0             |  |         |         |
| 2013               | Steelers de Pittsburgh | 16                 | 69    | 50        | 19        | 2         | 2         | 36    | 11            | 1             | 5             | 1             |  |         |         |
| 2014               | Steelers de Pittsburgh | 12                 | 61    | 40        | 21        | 0         | -         | -     | 1             | -             | 1             | 1             |  |         |         |
| Totaux en carrière | Totaux en carrière     | Totaux en carrière | 770   | 576       | 194       | 12        | 32        | 398   | 100           | 3             | 14            | 7             |  |         |         |